# Ra (Stargate)
Ra è un personaggio di finzione del film di fantascienza del 1994 Stargate e della serie televisiva spin-off Stargate SG-1.

## Trama
Ra è un potente Goa'uld che, fuggito da un pianeta morente mentre la sua razza rischiava l'estinzione, viaggia nello spazio alla ricerca di un nuovo ospite, possibilmente appartenente ad una razza più facile da guarire con le tecnologie Goa'uld.
È il primo a raggiungere la Terra, scoprendo che gli uomini possono servire come ospiti e come jaffa.
Incarnatosi in un giovane umano, si autoproclama sovrano e si fa passare per il dio egizio del Sole.
Quando altri Goa'uld raggiungono la Terra seguono il suo esempio, e, spacciatisi per divinità prendendo in prestito corpi umani e le loro religioni, deportano gli uomini in tutta la galassia tramite lo Stargate.
Ra, con il tempo, diventa il più grande Signore del Sistema tra tutti, fatto che gli procura nemici come Apophis, suo fratello nella mitologia egizia, il Goa'uld Shaq'ran e, soprattutto, Egeria, la regina madre che si oppone alla nuova società imperialista dei Goa'uld e che fonda il movimento Tok'ra.
Diventa il marito di Hathor, che successivamente imprigiona in un Sarcofago, e il padre di Heru-ur.
Ra perde il dominio sulla Terra quando gli abitanti si oppongono ai suoi jaffa, sotterrando lo Stargate.
Grande capo e condottiero, guida una coalizione di Goa'uld composta da Cronus e Apophis contro il Goa'uld Sokar.
Successivamente, il Signore del Sistema Seth tenta di impadronirsi del suo regno, ma Ra lo sconfigge sul campo, massacrandone l'esercito di jaffa, ritenendolo morto in battaglia.
Quando la prima missione Stargate approda su Abydos Ra entra in conflitto con la Terra, e cerca di distruggere il pianeta inviando una bomba al Naquadah attraverso lo Stargate, ma i suoi piani vengono sventati da Jack O'Neill e Daniel Jackson, che riescono a trasportare la bomba sulla sua nave piramidale con gli anelli trasportatori mentre tenta di scappare.
Ra appare in un solo episodio dell'ottava stagione di Stargate SG-1, "Moebius - 8.19" (I Parte), in cui la squadra SG-1, usando una macchina del tempo degli Antichi, viaggia indietro nel tempo sino a giungere sulla Terra prima della ribellione contro Ra.

Il simbolo dei jaffa di Ra.